# 安藤孝夫
安藤 孝夫（あんどう たかお、1953年3月7日 - ）は、日本の実業家。大阪府大阪市出身。
2011年から三洋化成工業代表取締役社長。2014年から2018年まで京都経営者協会会長。1977年大阪大学大学院工学研究科を修了（工学博士）し、三洋化成工業に入社。2007年から2008年まで関係会社のサンノプコ代表取締役社長、2011年から家永昌明の後任として三洋化成工業の代表取締役社長を務める。2021年6月に代表権のない会長に退く。